# 蘇克雷省 (秘魯)
蘇克雷省（西班牙語：Provincia de Sucre），是秘魯的省份，位於該國中南部阿亞庫喬大區，首府是克羅班巴，始建於1986年1月13日，海拔高度3,508米，面積1,785平方公里，2007年人口12,595，人口密度每平方公里7.05人。
14°00′34″S 73°50′22″W / 14.009499°S 73.839576°W